# Musée Lénine
Musée Lénine (česky Leninovo muzeum) je muzeum Vladimira Iljiče Lenina v Paříži. Muzeum je od roku 2007 uzavřeno. Bylo zřízeno v bytě v ulici Rue Marie-Rose č. 4 ve 14. obvodu, kde V. I. Lenin v letech 1909–1912 žil s Naděždou Krupskou a její matkou.
Mimo území bývalého Sovětského svazu existuje doposud Leninovo muzeum ve finském městě Tampere.